# Santibáñez el Alto
Santibáñez el Alto ist ein Ort und eine Gemeinde (municipio) mit nur noch 379 Einwohnern (Stand: 2024) im Nordwesten der Provinz Cáceres in der Autonomen Region Extremadura im Westen Spaniens.

## Lage
Der Ort Santibáñez el Alto liegt auf einer Bergkuppe in den südlichen Ausläufern der Sierra de Gata im Nordwesten der Provinz gut 110 km (Fahrtstrecke) nördlich der Provinzhauptstadt Cáceres in einer Höhe von ca. 640 m; die alte Bischofsstadt Coria liegt nur ca. 40 km südlich und die historisch bedeutende Stadt Plasencia ist etwa 55 km in südöstlicher Richtung entfernt. Das Klima ist gemäßigt bis warm; Regen (ca. 770 mm/Jahr) fällt hauptsächlich im Winterhalbjahr.

## Bevölkerungsentwicklung
| Jahr      | 1857 | 1900 | 1950 | 2000 | 2021 |
| Einwohner | 665  | 973  | 1162 | 563  | 354  |

Der deutliche Bevölkerungsrückgang seit den 1950er Jahren ist im Wesentlichen auf die Mechanisierung der Landwirtschaft sowie die Aufgabe bäuerlicher Kleinbetriebe und den damit einhergehenden Verlust von Arbeitsplätzen zurückzuführen.

## Wirtschaft
Die fruchtbaren, aber steinigen Böden der Umgebung lieferten die Grundlage für den Anbau von Weizen und anderen Feldfrüchten für die in früheren Zeiten vorwiegend als Selbstversorger lebenden Einwohner. Auch Viehzucht wurde in hohem Maße betrieben. Im Ort selbst ließen sich sukzessive Händler, Handwerker und Dienstleister aller Art nieder. Heute spielt der sommerliche Tourismus eine große wirtschaftliche Rolle.

## Geschichte

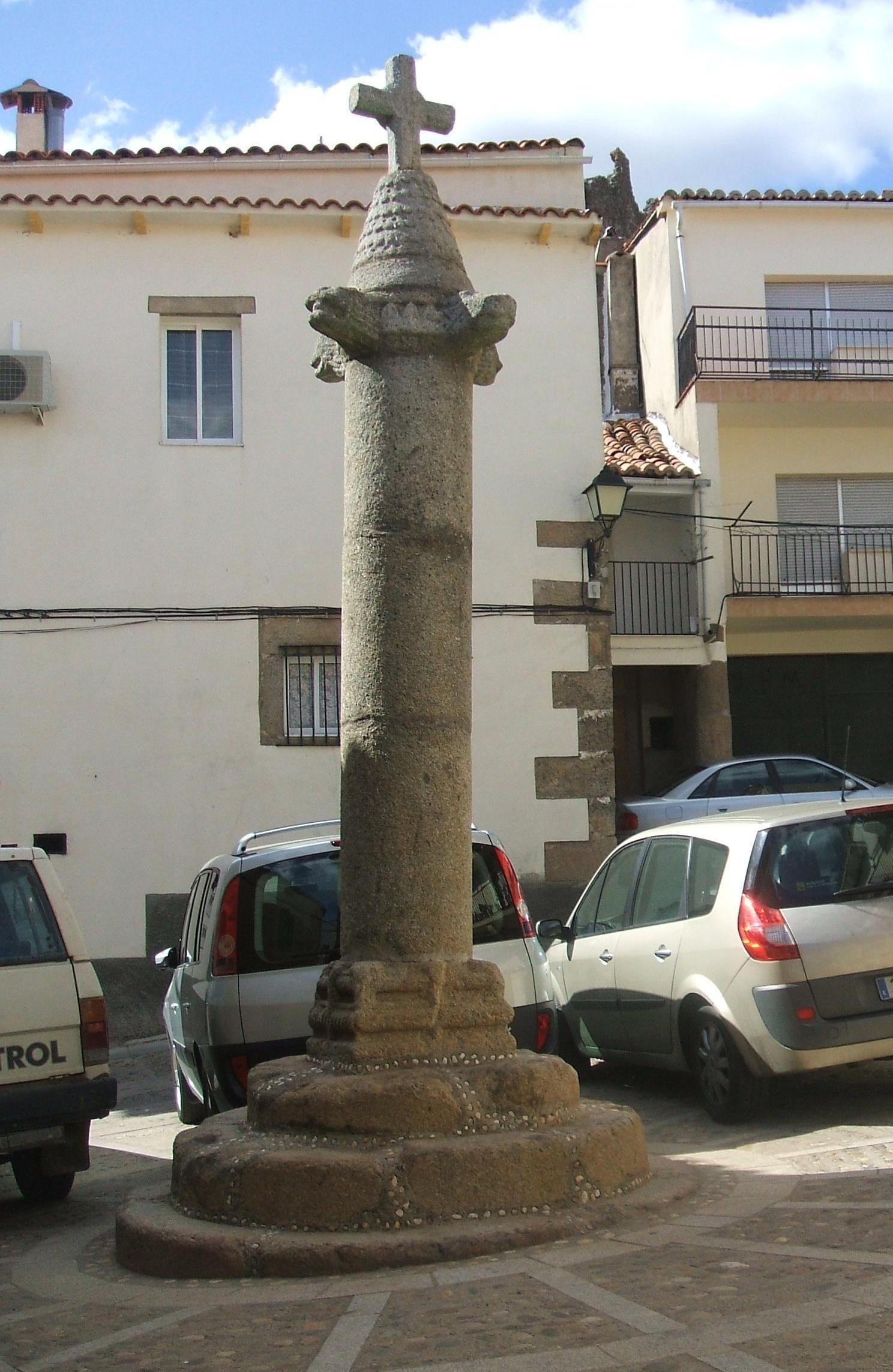
Santibáñez el Alto – Gerichtssäule (rollo)

Prähistorische, römische, westgotische und selbst maurische Funde sind rar. Die Region wurde um das Jahr 1200 von den kastilisch-leonesischen Truppen Alfons’ IX. (reg. 1188–1230) „zurückerobert“ (reconquista) und sukzessive von Christen aus dem Norden und von Flüchtlingen aus Al-Andalus neu- oder wiederbesiedelt (repoblación). Templer- und Alcántaraorden stritten sich zeitweise um die Vormachtstellung in der Region.

## Sehenswürdigkeiten
- Die örtliche Burg (castillo) entstand vom 13. bis zum 16. Jahrhundert. Vom Bergfried (torre del homenaje) und der Umfassungsmauer sind noch Teile erhalten.[5]
- Die Iglesia de San Pedro ist weitgehend aus exakt behauenen Werksteinen erbaut; die schmucklose Fassade wird von einem zweigeteilten Glockengiebel (espadaña) überhöht. Das von Schwibbögen unterteilte Kirchenschiff schließt mit Holzdecken; auch die deutlich schmalere Apsis ist holzgedeckt.
- Eine auf einem abgetreppten runden Sockel stehende Gerichtssäule (rollo oder picota) aus dem beginnenden 16. Jahrhunderts kann als Zeichen des Bürgerstolzes und der rechtlichen Eigenständigkeit des Ortes interpretiert werden.